# 网部
网部（）は、漢字を部首により分類したグループの一つ。
康熙字典214部首では122番目に置かれる（6画の5番目、未集の5番目）。

## 概要
「网」字は糸や縄を編んで作った鳥獣魚類を捕らえるための道具である網を意味し、「罔」字および「網」字の初文である。
『説文解字』は覆うことを表す「冖」と網目の象形であるメメとの会意文字とする。「罔」は「网」に音符「亡」を添えてできた後起字であるが、仮借によって「ない」といった否定の意味などが生じ、そちらの意味が主に使われ出すと、本来の意味を表すための字として糸偏をつけた「網」が生じた。
「网」は構成要素である偏旁としてのみ使われていたが、現在の中国においては「網」の簡体字として用いられている。
偏旁の意符としては猟具や漁具、かかることや捕まること、法の網にかかることなどに関することを示す。
楷書ではこれを「𦉰」「㓁」「罒」「罓」といった形に変形させており、このうち「罒」の形が最も多く使われる。
篆書では上と左右を囲っており、網に捕らわれている様子を醸し出しているが、「罒」は上だけに置かれ、網の形を想像しにくい。また「罒」は「目」の変形（よこめ）と同形であり、「㓁」は「穴」の変形と同形となっている。
网部はこのような意符を構成要素とする漢字を収めている。
UnicodeのCJK部首補助では、「网」に対する変形あるいはそれに準ずる扱いとして「⺱」「⺲」「⺳」「⺴」「⺵」の字形が登録されており、「⺱」「⺲」「⺳」「⺴」の部首名は「网」と同じ「NET」となっているが、「⺵」の部首名は「MESH」となっている。

## 部首の通称
- 日本：あみがしら・よんがしら・あみめ
- 中国：网字頭・四字頭
- 韓国：그물망부（geumul mang bu、あみの网部）・그물망머리（geumul mang meori、あみの网の冠）・넉사밑（neok sa bu、よっつの四の冠）
- 英米：Radical net

## 部首字
网
- 中古音
  - 広韻 - 文両切、養韻、上声
  - 詩韻 - 養韻、上声
  - 三十六字母 - 微母
- 現代音
  - 普通話 - ピンイン：wǎng 注音：ㄨㄤˇ ウェード式：wang3
  - 広東語 - Jyutping:mong5 イェール式:mong5
- 日本語 - 音：ボウ（バウ）（漢音）・モウ（マウ）（呉音） 訓：あみ
- 朝鮮語 - 音：망(mang) 訓：그물（geumul、あみ）

## 例字
- 网
- 3:罕・罔、5:罠、8:罨・罫・罪・置、9:署（署8）・罰、10:罵・罷・罹・羅・羈
  - 四→囗部、西→襾部
  - 岡→山部、詈→言部